# Vanessa Hinz
Pour les articles homonymes, voir Hinz.
Vanessa Hinz, née le 24 mars 1992 à Munich, est une biathlète allemande. Elle remporte sa première épreuve individuelle en Coupe du monde le 11 mars 2018 à l'arrivée de la mass-start de Kontiolahti.

## Carrière
Vanessa Hinz est à l'origine active dans les compétitions FIS de ski de fond à partir de 2007, courant les Championnats du monde junior.
Elle entre dans l'équipe nationale de biathlon en 2012.
Elle débute en Coupe du monde en 2013 à Sotchi et remporte peu après la médaille d'or du relais aux Championnats d'Europe. Elle marque ses premiers points (40 premières) la saison suivante à Pokljuka, obtenant durant l'hiver au mieux deux 21e places à Oslo. Elle obtient sa sélection pour les Jeux olympiques 2014 de Sotchi, mais restera cantonnée au rôle de remplaçante.
Lors de la deuxième étape de la Coupe du monde 2014-2015 disputée à Hochfilzen, elle améliore largement ses précédents résultats avec une sixième place au sprint puis remporte son premier succès le lendemain en relais avec comme coéquipières Luise Kummer, Franziska Hildebrand et Franziska Preuss. En mars 2015, elle remporte son premier titre mondial à Kontiolahti avec le relais féminin.
Lors de la saison 2016-2017, si elle ne réussit pas à monter sur un podium individuel, malgré plusieurs top dix, elle figure dans trois relais allemands gagnants en Coupe du monde.
Aux Championnats du monde 2017, elle fait partie des relais féminin et mixte remportant les médailles d'or et compte désormais trois titres mondiaux. Elle y est aussi sixième du sprint et huitième de l'individuel notamment. Dans cette dernière discipline, elle est deuxième du classement final de la Coupe du monde.
Aux Jeux olympiques d'hiver de 2018, elle figure 5e du sprint, 13e de la poursuite, 25e de la mass start et 4e du relais mixte. Un mois plus tard, elle remporte la mass start de Kontiolahti, signant sa première victoire (et premier podium) en Coupe du monde grâce à un sans faute au tir. Elle termine dixième du classement général 2017-2018, son meilleur classement, et troisième du classement de la mass start.
En 2018-2019, elle signe son deuxième podium sur la mass start d'Antholz, avant de gagner le relais de Canmore et prendre la médaille d'argent à celui des Championnats du monde 2019.
Aux Championnats du monde 2020 à Antholz, elle obtient sa première médaille individuelle, en argent, sur l'individuel, et remporte une nouvelle médaille d'argent avec le relais. Elle termine la saison 2019-2020 à la 16e place du classement général.
Reléguée en IBU Cup pour la saison 2022-2023, elle dispute sa dernière course, un sprint qu'elle termine à la dixième place, le 4 février 2023 à Obertilliach et annonce sa retraite sportive avec effet immédiat, à l'endroit même où elle avait commencé sa carrière internationale dix ans plus tôt lors des championnats du monde juniors 2013.

## Palmarès

### Jeux olympiques
| Édition / Épreuve | Individuel | Sprint | Poursuite | Mass start | Relais                              | Relais mixte |
| ----------------- | ---------- | ------ | --------- | ---------- | ----------------------------------- | ------------ |
| Pyeongchang 2018  | —          | 5e     | 13e       | 25e        | —                                   | 4e           |
| Pékin 2022        | 14e        | 55e    | 21e       | 15e        | Médaille de bronze, Jeux olympiques | —            |

Légende :
- : première place, médaille d'or
- : deuxième place, médaille d'argent
- : troisième place, médaille de bronze
- — : non disputée par Hinz

### Championnats du monde
| Édition / Épreuve       | Individuel               | Sprint | Poursuite | Mass start | Relais                   | Relais mixte             | Relais mixte simple              |
| ----------------------- | ------------------------ | ------ | --------- | ---------- | ------------------------ | ------------------------ | -------------------------------- |
| Kontiolahti 2015        | 44e                      | 49e    | 37e       | —          | Médaille d'or, monde     | —                        | Épreuve inexistante à cette date |
| Holmenkollen 2016       | 37e                      | 61e    | —         | —          | —                        | —                        | Épreuve inexistante à cette date |
| Hochfilzen 2017         | 8e                       | 6e     | 20e       | 20e        | Médaille d'or, monde     | Médaille d'or, monde     | Épreuve inexistante à cette date |
| Östersund 2019          | 19e                      | 65e    | —         | —          | 4e                       | Médaille d'argent, monde | —                                |
| Antholz-Anterselva 2020 | Médaille d'argent, monde | 14e    | 5e        | 17e        | Médaille d'argent, monde | —                        | —                                |
| Pokljuka 2021           | 33e                      | 12e    | 6e        | 10e        | Médaille d'argent, monde | —                        | —                                |

Légende :
- : première place, médaille d'or
- : deuxième place, médaille d'argent
- : troisième place, médaille de bronze
- — : non disputée par Hinz
- : pas d'épreuve

### Coupe du monde
- Meilleur classement général : 10e en 2018.
- 28 podiums :
  - 3 podiums individuels : 1 victoire, 1 deuxième place et 1 troisième place.
  - 19 podiums en relais : 9 victoires, 5 deuxièmes places et 5 troisièmes places.
  - 5 podiums en relais mixte : 1 victoire, 3 deuxièmes places et 1 troisième place.
  - 1 podiums en relais simple mixte : 1 deuxième place.

#### Classements en Coupe du monde
| Saison    | Individuel | Individuel | Sprint | Sprint   | Poursuite | Poursuite | Mass start | Mass start | Général | Général  |
| Saison    | Points     | Position   | Points | Position | Points    | Position  | Points     | Position   | Points  | Position |
| --------- | ---------- | ---------- | ------ | -------- | --------- | --------- | ---------- | ---------- | ------- | -------- |
| 2012-2013 | -          | nc         | -      | nc       |           |           |            |            | -       | nc       |
| 2013-2014 |            |            | 21     | 70e      | 43        | 51e       |            |            | 64      | 60e      |
| 2014-2015 | 3          | 66e        | 191    | 14e      | 131       | 18e       | 96         | 18e        | 421     | 19e      |
| 2015-2016 | 21         | 43e        | 114    | 25e      | 91        | 29e       | 78         | 22e        | 304     | 27e      |
| 2016-2017 | 104        | 2e         | 91     | 33e      | 113       | 28e       | 132        | 8e         | 440     | 19e      |
| 2017-2018 | 10         | 46e        | 141    | 15e      | 176       | 9e        | 195        | 3e         | 522     | 10e      |
| 2018-2019 | 69         | 11e        | 80     | 35e      | 90        | 30e       | 104        | 17e        | 343     | 27e      |
| 2019-2020 | 61         | 8e         | 126    | 19e      | 107       | 12e       | 70         | 24e        | 394     | 16e      |
| 2020-2021 | 37         | 32e        | 103    | 31e      | 133       | 18e       | 79         | 23e        | 364     | 24e      |
| 2021-2022 | 17         | 42e        | '      | 28e      | '         | 23e       | '          | 34e        | '       | 26e      |

#### Détail des victoires
| Saison / Épreuve | Individuel | Sprint | Poursuite | Mass start  | Total |
| 2017-2018        |            |        |           | Kontiolahti | 1     |
| Total            | 0          | 0      | 0         | 1           | 1     |

### Championnats d'Europe
| Édition / Épreuve | Individuel | Sprint                     | Poursuite | Relais mixte              |
| ----------------- | ---------- | -------------------------- | --------- | ------------------------- |
| Bansko 2013       | 6e         | 33e                        | LAP       | Médaille d'or, Europe     |
| Nové Město 2014   | 39e        | 7e                         | 11e       | Médaille d'argent, Europe |
| Lenzerheide 2023  | 4e         | Médaille de bronze, Europe | 4e        | 6e                        |

Légende :
- : première place, médaille d'or
- : deuxième place, médaille d'argent
- : troisième place, médaille de bronze
- LAP : fin de course à cause d'un tour de retard

### Championnats du monde juniors et de la jeunesse
| Édition / Épreuve | Individuel | Sprint | Poursuite | Relais               |
| ----------------- | ---------- | ------ | --------- | -------------------- |
| Obertilliach 2013 | 19e        | 9e     | 4e        | Médaille d'or, monde |

Légende :
- : première place, médaille d'or
- : deuxième place, médaille d'argent
- : troisième place, médaille de bronze

### Championnats d'Allemagne
- Championne 2016 de la poursuite.